# Chaetomium irregulare
Chaetomium irregulare är en svampart som beskrevs av Sörgel 1967. Chaetomium irregulare ingår i släktet Chaetomium och familjen Chaetomiaceae.   Inga underarter finns listade i Catalogue of Life.